# Abdulwahab Al-Safi
Abdulwahab Al-Safi (en árabe: عبد الوهاب الصافي‎; Manama, Baréin; 4 de junio de 1984) es un futbolista de Baréin que juega en la posición de centrocampista con el Muharraq Club de la Liga Premier de Baréin.

## Carrera

### Club
| Periodo   | Club              |
| --------- | ----------------- |
| 2003-2006 | Al-Ittihad Baréin |
| 2006-2010 | Busaiteen Club    |
| 2010–2011 | Al-Ahli Manama    |
| 2011–2013 | Al-Qadisiyah FC   |
| 2013–2015 | Busaiteen Club    |
| 2015–     | Muharraq Club     |

### Selección nacional
Jugó para Baréin en 98 ocasiones de 2009 a 2019 y anotó un gol en el empate 1-1 ante Siria en Kuwait City el 18 de diciembre de 2012 por el Campeonato de la WAFF 2012. Participó en los Juegos Asiáticos de 2010 y en tres ediciones de la Copa Asiática.

## Logros
- Liga Premier de Baréin (1): 2017-18
- Copa del Rey de Baréin ()2: 2015-16, 2019-20
- Copa FA de Baréin (3): 2020, 2021, 2022
- Supercopa de Baréin (1): 2018
- Copa AFC (1): 2021